# Джура (фільм, 1964)
«Джура» (кирг. «Жоро») — радянський художній фільм режисера Адольфа Бергункера, знятий в 1964 році на кіностудії «Киргизфільм». Екранізація однойменного пригодницького роману Георгія Тушкана (1940). Прем'єра фільму відбулася в Киргизії в серпні 1964 року і в Москві — 1 лютого 1965 року.

## Сюжет
Кінець 1920-х — початок 1930-х років в Киргизії. Частини Червоної Армії ведуть безкомпромісну боротьбу з басмачами в Середній Азії. Фільм розповідає про становлення характеру молодого киргизького мисливця Джури, який опинився в стрімкому вирі революційних подій, що охопили Памір. Показує нелегкий шлях від простого хлопця-мисливця, обплутаного віковічними забобонами, до свідомого, загартованого в багатьох сутичках з басмачами зрілого бійця, який повірив в великі ідеї революції.

## У ролях
- Мамбет Асанбаеє — Джура
- Даркуль Куюкова — Айша, мати Джури
- Муратбек Рискулов — Козубай
- Нуркан Турсунбаєв — Муса
- Юрій Родионов — Івашко
- Роза Табалдієва — Зейнеб
- Журахон Рахмонов — басмач
- Камасі Умурзаков — Кучак
- Шамши Тюменбаєв — аксакал
- Нурмухан Жантурін — Тагай
- Советбек Джумадилов — Шараф
- Набі Рахімов — Балбак
- Алмаз Киргизбаєв — епізод
- Медель Маніязов — епізод
- Сабіра Кумушалієва — епізод
- Іскендер Рискулов — епізод
- Толомуш Окєєв — епізод

## Знімальна група
- Режисер — Адольф Бергункер
- Сценаристи — Семен Нагорний, Георгій Тушкан
- Оператор — Юрій Сокол
- Композитор — Євген Брусиловський
- Художник — Олексій Федотов